# Antonín Čermák
Antonín Josef Čermák, též Anton Joseph Cermak, Tony Cermak, (9. května 1873, Kladno – 6. března 1933, Miami) byl americký podnikatel a politik (starosta Chicaga) českého původu. Dne 15. února 1933 byl při návštěvě prezidenta Franklina Delano Roosevelta těžce zraněn atentátníkem a na následky svých zranění později zemřel.

## Raná léta

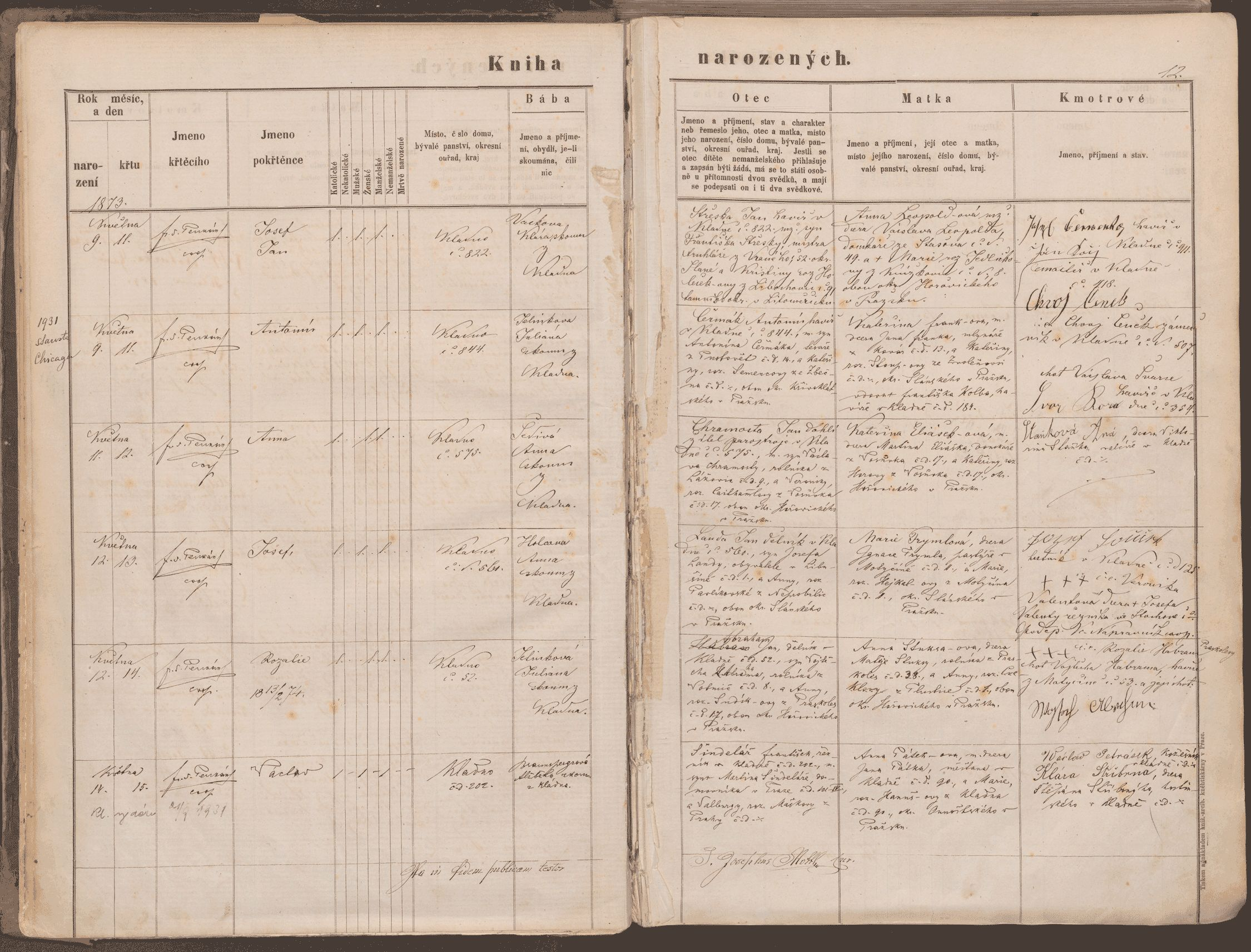
Matriční záznam narození Antonína Čermáka

Antonín Čermák se narodil 9. května 1873 v Kladně. Kvůli krizi v roce 1873, kdy se zhroutila Vídeňská burza, se přestěhovala jeho rodina, podobně jako stovky dalších českých rodin,
do USA, kde jeho otec Antonín hledal místo horníka. Tento krok byl velice nejistý, avšak Čermákovi spoléhali na pomoc českých imigrantů, kteří se přestěhovali do Ameriky o něco dříve.
Hned na počátku jejich amerického života však přišla komplikace, protože otec se neuchytil v Chicagu, kde žila početná česká menšina, a tak se s rodinou přestěhovali do hornického města Braidwood, vzdáleného necelých 100 km od Chicaga, kde otec opět pracoval jako horník. Brzy se k otci přidal i jeho syn, který začal v mladém věku (15 let) pracovat rovněž v dole, kde obstarával důlní dopravu. Tato práce mu však nevyhovovala, a proto Antonín většinu svého volného času trávil vzděláváním. Jeho nechuť k této práci vyvrcholila v roce 1889, kdy požadoval jménem všech pracovníků v jeho úseku zvýšení jejich mzdy, pracovali pouze za dolar a deset centů denně. Vedoucímu se samozřejmě jeho drzost nelíbila, a tak ho okamžitě vyhodil. Po letech však děkoval onomu člověku, který to udělal a také vyzdvihoval to, že práce v dolech ho zocelila a utvrdila jeho lásku k práci a lidu.

## Dospělost
Antonín Čermák se tedy po ztrátě zaměstnání v Braidwoodských dolech přestěhoval do Chicaga, kde prošel několika zaměstnáními. Již v 19 letech si však dokázal naspořit tolik peněz, aby si mohl otevřít vlastní živnost, a tou bylo povoznictví. Nejprve začal své podnikání s jedním povozem, díky jeho šikovnosti a obratnosti jich měl během pár měsíců až čtyřicet.
V roce 1894 přišel další zlom v jeho životě, vzal si totiž za ženu Češku Marii Hořejšovou, rodačku z Kadešic, se kterou měli tři dcery. Žena Marie mu také pomáhala v jeho obchodě. Tato spolupráce fungovala přibližně deset let, kdy mimo jiné neustále doplňoval svoje vzdělání a před koncem století předal svůj obchod otci a bratrovi.

## Politika
V roce 1900 začal nahlížet do politiky, kdy přijal funkci soudního vykonavatele a o dva roky později byl zvolen poslancem zákonodárného sboru státu Illinois. V roce 1909 úspěšně kandidoval za Demokratickou stranu do chicagské městské rady, kdy byl považován hlavně za reprezentanta české menšiny.
Roku 1922 je radním okresu Cook County, jehož počet obyvatel dosahoval úctyhodných 4 miliónů obyvatel. V roce 1928 je lídrem Demokratické strany okresu Cook County a neúspěšně kandiduje do Senátu USA.
V roce 1931 nastává vrchol jeho kariéry, kdy byl zvolen starostou města Chicaga (získal 58 % hlasů). Kolem jeho mandátu se točí mnoho prvenství. Byl prvním starostou Chicaga, který se nenarodil v Americe a nebyl anglosaského či irského původu. Dále i například to, že Čermákovu inaugurační řeč při převzetí úřadu přenášela do celých Spojených států amerických rozhlasová stanice NBC, přitom do té doby se takové publikaci těšili pouze prezidenti při jejich inauguraci. Čermák se během svého úřadu musel potýkat s mnoha složitými problémy, které se v té době v USA odehrávaly. Především to byl Al Capone a spolu s ním další gangsteři, kvůli kterým mělo Chicago pověst zločineckého města. Čermák proti mafii ostře vystupoval a svého předchůdce starostu Billa Thompsona obvinil, že se nechal Caponem a dalšími gangstery podplácet. Dále se město Chicago nacházelo ve velkých finančních problémech. Čermák při řešení těchto problémů ukázal, že je schopný úředník, který má v mysli především zájmy celého města a obyvatel, kteří v něm žijí.
I přesto, že se Antonín Čermák odstěhoval ve velice mladém věku z Čech, jeho vztah k rodné zemi ani po letech nezeslábl. Důkazem toho může být například jeho promluva v rozhlasu, kde prohlásil, že Chicago je druhým největším českým městem ve světě, hned po Praze. Samozřejmě nejvíce ho přitahovalo jeho rodné město, tedy Kladno, kam se Čermák vždy rád vracel a podporoval město i finančně, ze svých vlastních peněžních prostředků. Zajímavé je také to, že v důsledku toho, že se doma rodina Čermákova bavila výhradně v češtině a Antonín se vzdělával pouze samostatně a nikoli v škole, potýkal se s tím, že jeho političtí konkurenti často kritizovali jeho český přízvuk v angličtině, když prezentoval svoje politické projevy. Čermák však tuto kritiku nikdy nebral příliš vážně a naopak prý byl na svůj akcent pyšný.

## Smrt
Dne 8. listopadu 1932 se ve Spojených státech konaly volby prezidenta. V nich zvítězil demokratický kandidát Franklin Delano Roosevelt, když porazil republikána a dosavadního prezidenta Herberta Hoovera. S Antonínem Čermákem ho pojilo dlouholeté přátelství, Čermák také Roosevelta podporoval ve volební kampani. Navíc byli oba členy Demokratické strany.
Inaugurace byla naplánována na 4. března 1933. Čas před ní se Roosevelt rozhodl strávit odpočinkem a odjel na dovolenou. Jednou ze zastávek bylo i město Miami na Floridě, kam se rozhodl přicestovat i Čermák, neboť potřeboval s Rooseveltem projednat půjčku pro Chicago, které se v té době utápělo v dluzích a nemělo z čeho poskytnout platy svým zaměstnancům.
Dne 15. února 1933 přicestoval Roosevelt se svou jachtou do přístaviště Bay Front Park v Miami. V něm se shromáždilo mnoho lidí, aby pozdravili nově zvoleného prezidenta. Roosevelt vystoupil z jachty a zamířil do připraveného vozu, který ho měl odvézt k vlaku do New Yorku. Auto zastavilo uprostřed davu, Roosevelt se v autě postavil a pronesl k lidem krátký proslov. Mezi lidmi stál i Giuseppe Zangara.
Tento italský přistěhovalec se narodil v roce 1900. Matka mu brzy zemřela a rodina žila ve velmi chudých poměrech. Již v šesti letech musel začít vykonávat určité dělnické práce, kvůli nimž si přivodil vážné zdravotní problémy se žaludkem. Bojoval v první světové válce a v roce 1923 přicestoval do New Jersey, kde začal pracovat jako zedník. O šest let později, 11. září 1929 se stal občanem Spojených států. Zangara byl známý nejen svým samotářským chováním, ale i nenávistí k hlavám států a vládám.
Když Roosevelt dokončil svůj projev, opět se posadil na sedadlo vozu a přistoupil k němu Antonín Čermák. Chvíli spolu vedli rozhovor, když se ozvalo pět výstřelů. Bylo zraněno několik osob a mezi nimi i Antonín Čermák, kterého výstřel zasáhl patrně nejvážněji. Byl postřelen do pravé strany hrudníku. Na Zangaru se okamžitě sesypal dav okolo stojících lidí a následně byl zadržen.
Čermáka naložili k Rooseveltovi do auta a spěchali s ním do nemocnice. Roosevelt seděl vedle něho a hlídal jeho životní funkce. V nemocnici byl okamžitě prohlédnut lékařem a hospitalizován. Později ho navštívil Roosevelt, který po celou dobu jeho vyšetření zůstal v nemocnici. Zde mu Čermák řekl, že je rád, že střela zasáhla jeho, a nikoli Roosevelta. Na to mu Roosevelt odpověděl, že teď je důležité jeho uzdravení, protože země potřebuje takové lidi, jako je Čermák. O nerozlučném přátelství obou politiků svědčí i fakt, že Roosevelt navštívil Čermáka v nemocnici i druhý den ještě před tím, než odcestoval do New Yorku.
Mezitím už ke zraněnému Čermákovi spěchali členové jeho vlastní rodiny. O jeho zdravotní stav se zajímaly nejen chicagské deníky, které dokonce vydávaly zvláštní vydání informující čtenáře o Čermákově zdravotním stavu, ale i periodika v jiných částech Spojených států. Stejně tak rodině přicházela řada soustrastných dopisů, nejen od dosluhujícího prezidenta Hoovera nebo amerického Senátu, ale i například z Československa od prezidenta Tomáše Garrigue Masaryka. Mezitím byl atentátník Zangrara postaven před soud a odsouzen k osmdesáti letům vězení, později (20.3.1933) popraven na elektrickém křesle.
Čermákův stav se střídavě lepšil a horšil. Později to vypadá, že jeho stav je stabilizovaný a začíná se uzdravovat, neboť začíná na lůžku pracovat a vyřizovat svou agendu. Následně se však do jeho těla dostala infekce a jeho stav se začal prudce horšit. I přes to Čermák neustále věřil, že se uzdraví a bude v pořádku. V té době také u lékařů vydobyl to, aby mohl podepsat listiny k výplatě mezd chicagských zaměstnanců. O jeho stavu se stále nechává pravidelně informovat prezident Roosevelt.
Čermákův stav se nelepšil, musela mu být propíchnuta pravá plíce a absolvoval náročnou operaci. I přes to dne 6. března 1933 v ranních hodinách Antonín Čermák umírá. Stalo se tak devatenáct dní po atentátu a dva dny po Rooseveltově inauguraci. Již odsouzený Giuseppe Zangara byl opět postaven před soud a znovu odsouzen, tentokrát k trestu smrti na elektrickém křesle. Trest byl vykonán 20. března 1933 ve věznici Old Sparky na Floridě. Ihned po atentátu se objevily spekulace, že atentát byl směřován právě proti Čermákovi, kterého se snažila zbavit chicagská mafie. Tyto spekulace však nikdy potvrzeny nebyly.
Rakev s Čermákovými ostatky byla přepravena zvláštním vlakem do Chicaga. Na nádraží už na něj čekaly obrovské zástupy lidí, kteří se chtěli se svým starostou rozloučit. Rakev byla vystavena v chicagské radnici, následně byla z radnice vynesena a průvod zamířil na Český národní hřbitov. S Čermákem se přišlo rozloučit více než 25 tisíc lidí, včetně zástupců českých spolků, například Sokola. 
Antonín Čermák byl pohřben v rodinné hrobce na Českém národním hřbitově.

## Památka
Pomník Antonína Čermáka se v Kladně nachází v ulici Československé armády. V roce 2013 jej navštívil jeho vnuk, Anton Cermak Kerner.
V Chicagu Čermáka připomíná 30 kilometrů dlouhá Cermak Road nebo stanice chicagského metra 54th/Cermak station.

## Galerie

Nadpis
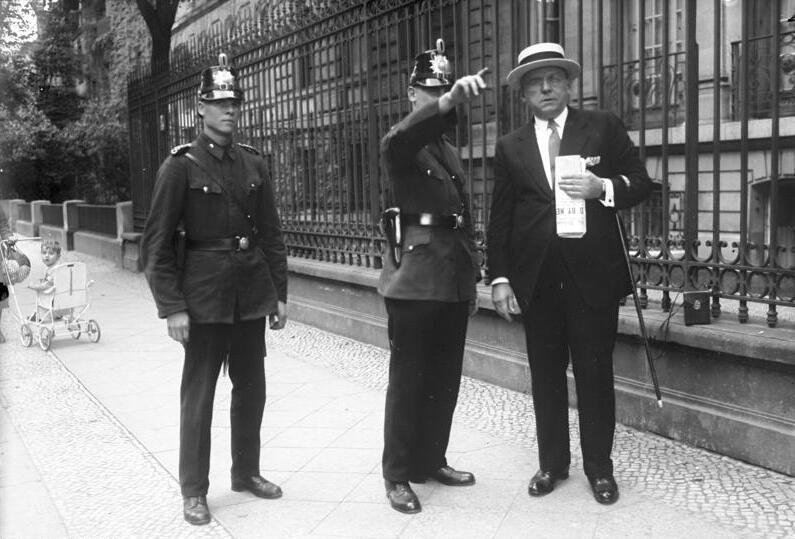
Antonín Čermák v Berlíně během své evropské cesty v srpnu 1932.
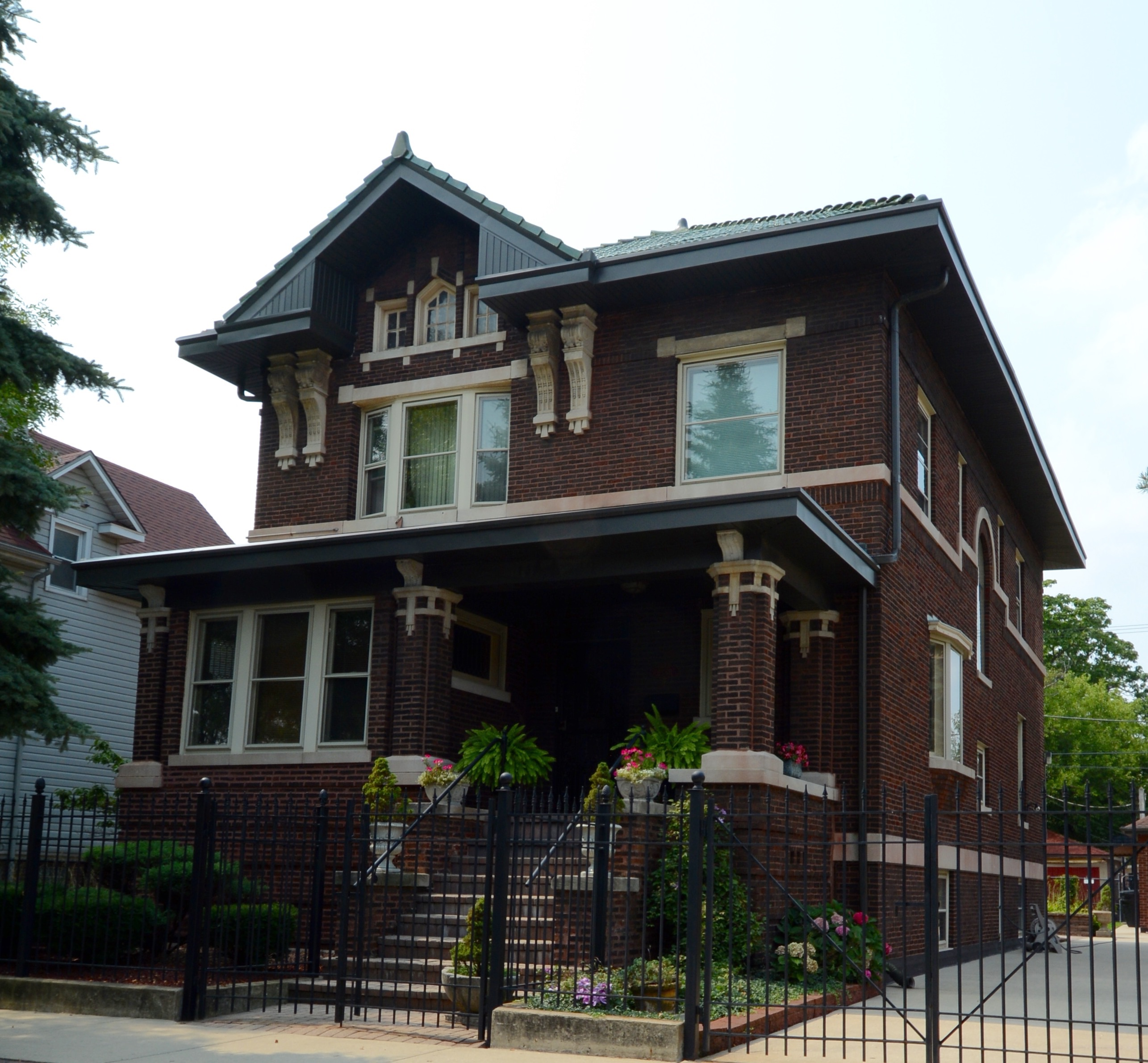
Dům Antonína Čermáka v Chicagu
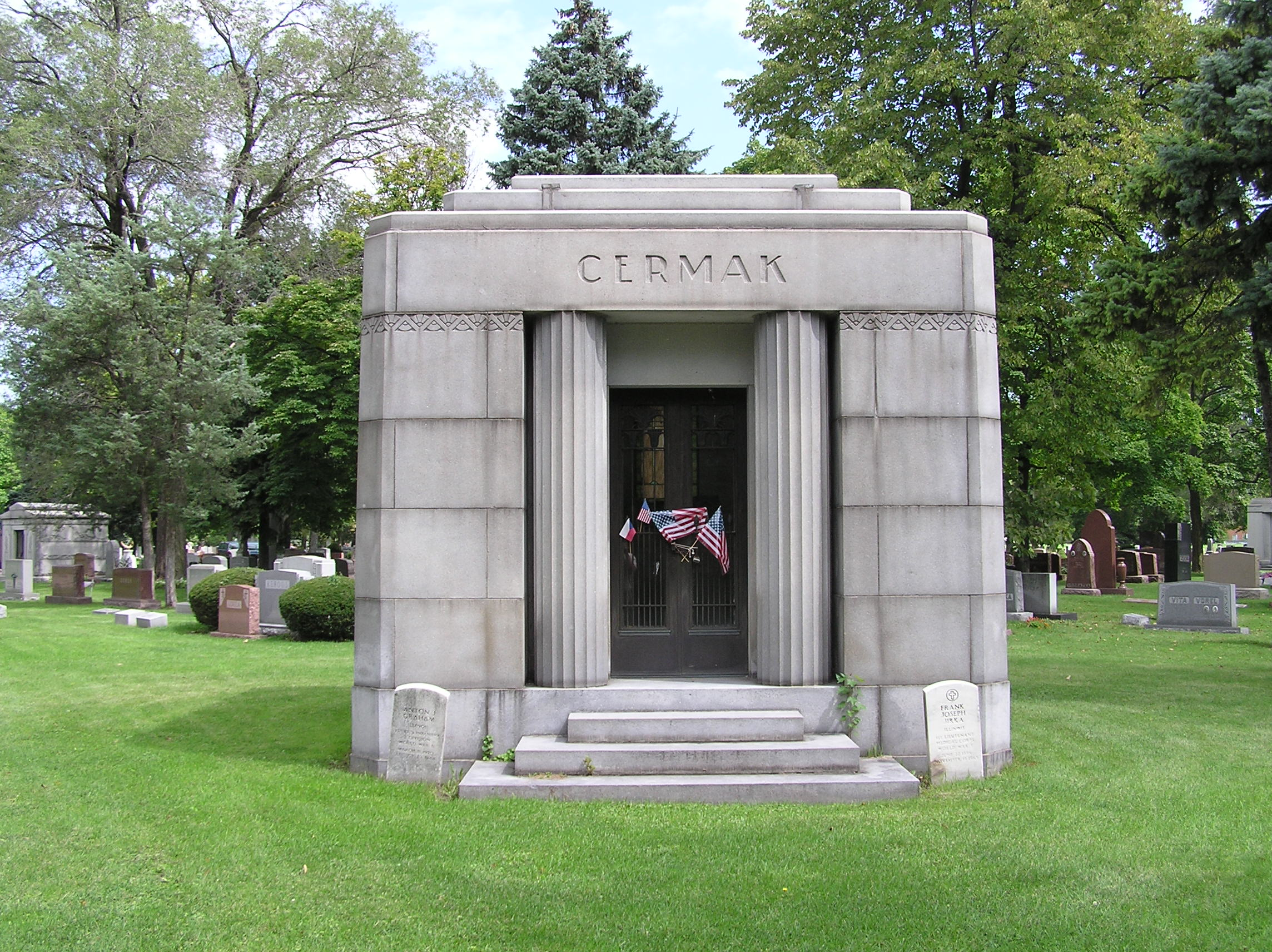
Hrobka Antonína Čermáka na Českém národním hřbitově v Chicagu
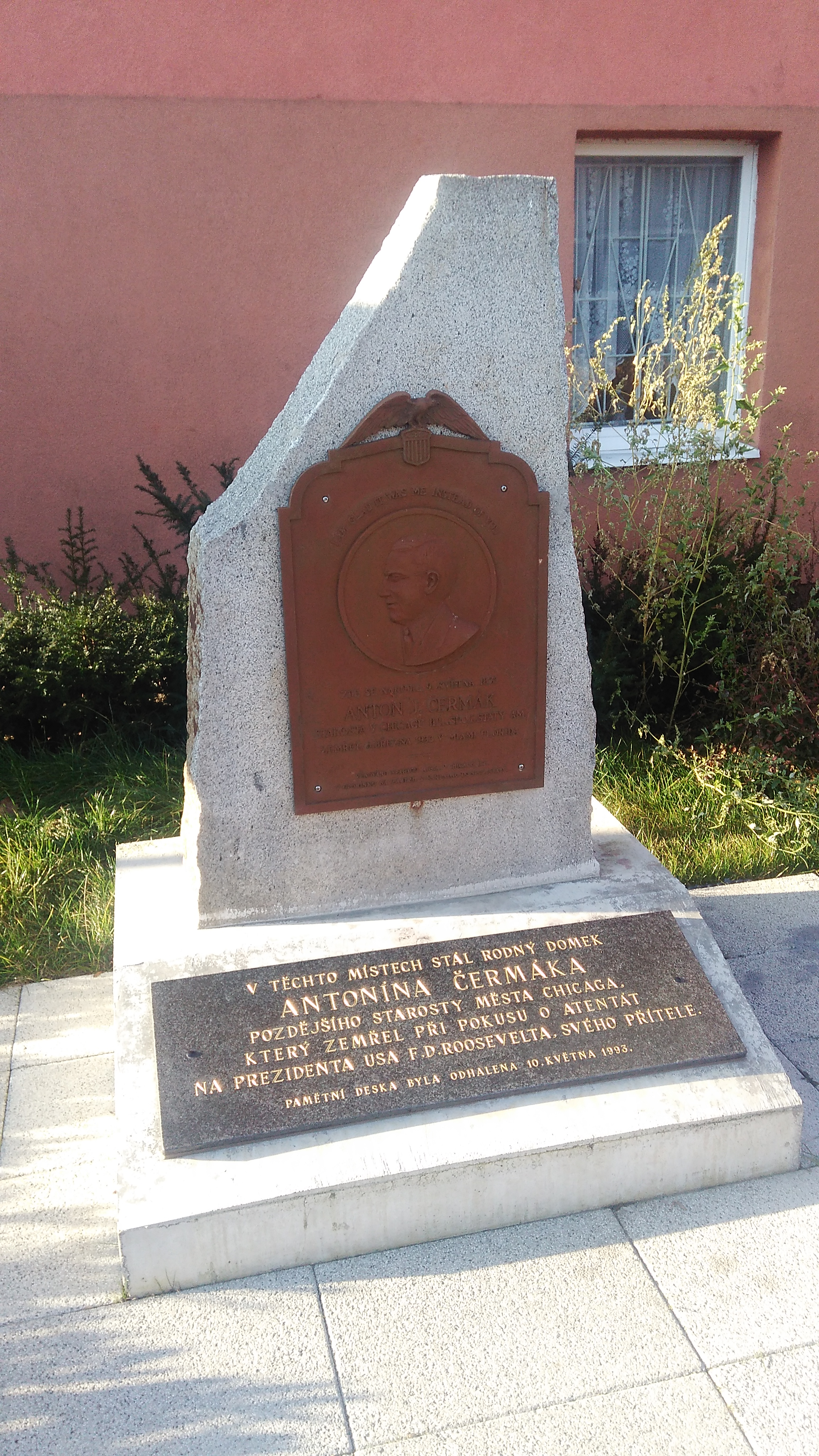
Pomník Antonína Čermáka na místě rodného domu v Kladně